# Ворб
Ворб (нем. Worb) — город в Швейцарии, в кантоне Берн.
До 2009 года входил в состав округа Конольфинген, с 2010 года входит в округ Берн-Миттельланд. Население составляет 11 479 человек (на 31 декабря 2019 года). Официальный код — 0627.

## Экономика
В Ворбе расположена пивоварня Albert Egger.

## Транспорт
Ворб связан с Берном линиями узкоколейной железной дороги и междугородного трамвая (обе транспортные системы обслуживаются компанией Regionalverkehr Bern-Solothurn). Линия УЖД (линия S7) проходит севернее, через Боллиген, её конечная станция в Берне совмещена с главным вокзалом государственных железных дорог. Трамвайная линия проходит южнее, через Гюмлиген, и имеет конечную остановку в центре Берна, рядом часовой башей.
Перед железнодорожно-трамвайной станцией Ворба расположена остановка междугородных автобусов (почтовый автобус).

## Достопримечательности
В Ворбе находится замок Ворб, основанный в 1130 году. Однако замок является частным владением, поэтому посетить его нельзя. Также в Ворбе есть старая церковь.

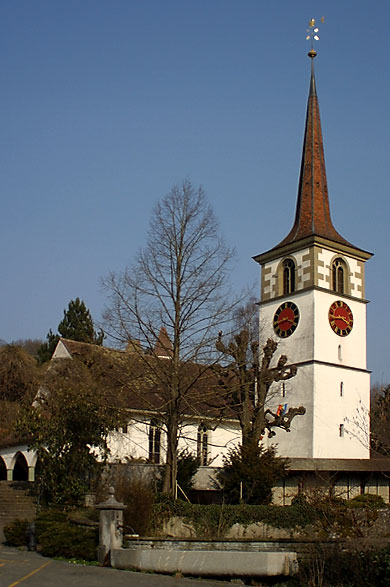
Церковь

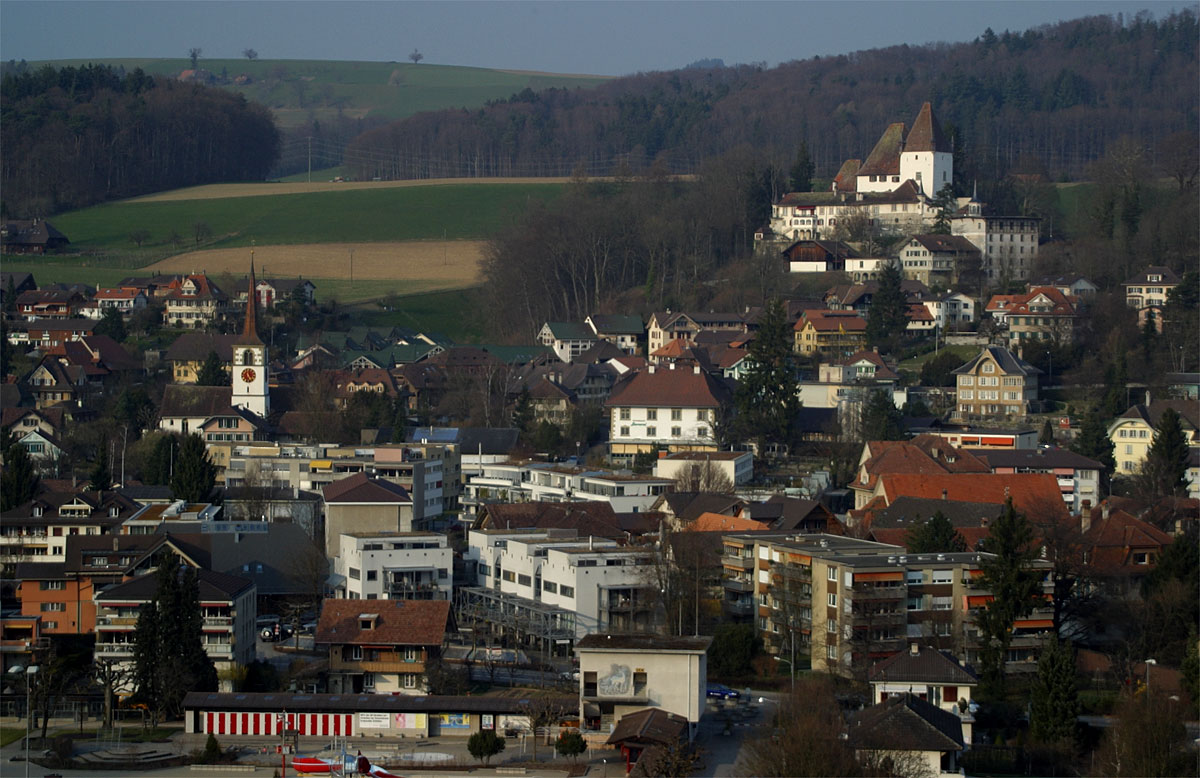
Ворб